# اقتصاد یونان
اقتصاد یونان جایگاه چهل‌وهشتم در جهان را بر اساس تولید ناخالص داخلی دارد.
در سال ۲۰۱۳ میلادی با ۱۸ میلیون توریست یونان هشتمین کشور پر بازدیدکننده در اتحادیه اروپا بود.

## نگارخانه

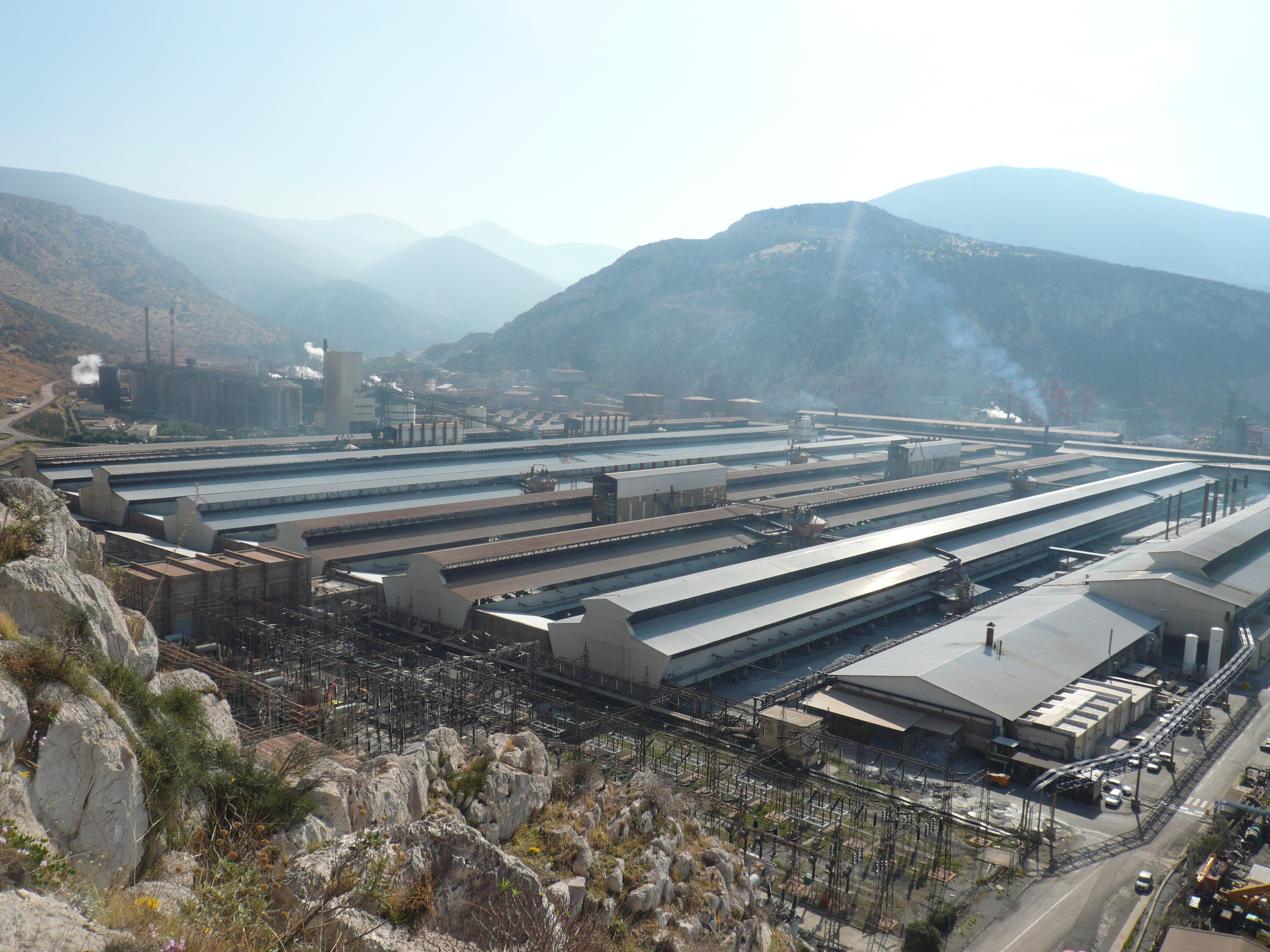
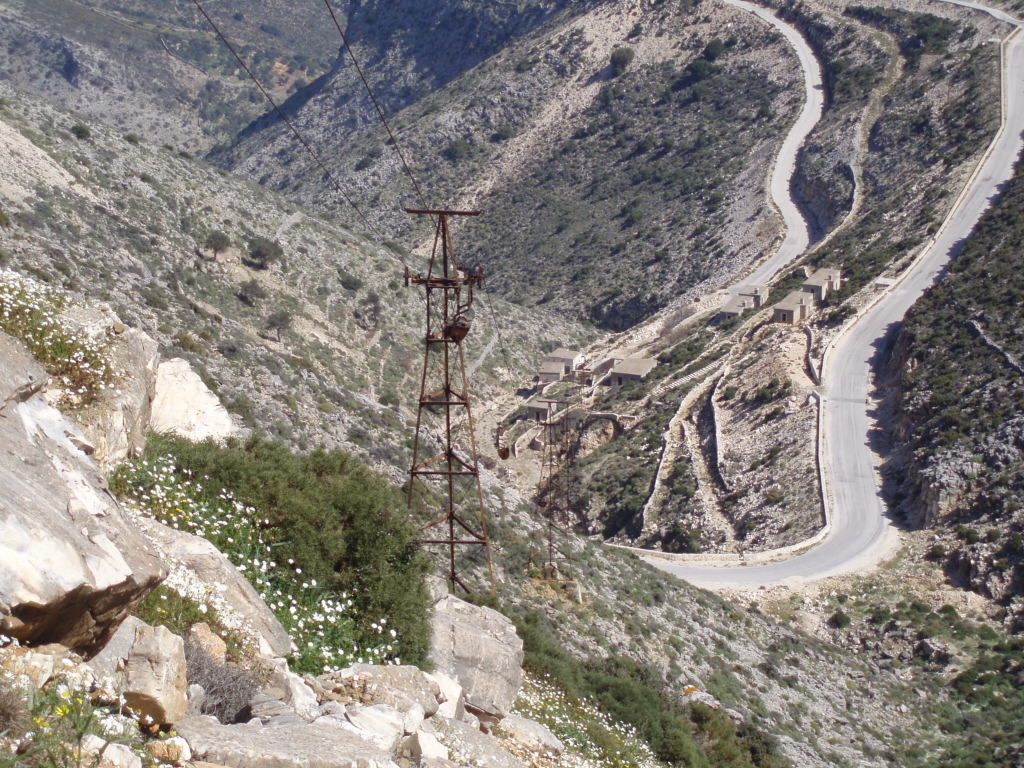
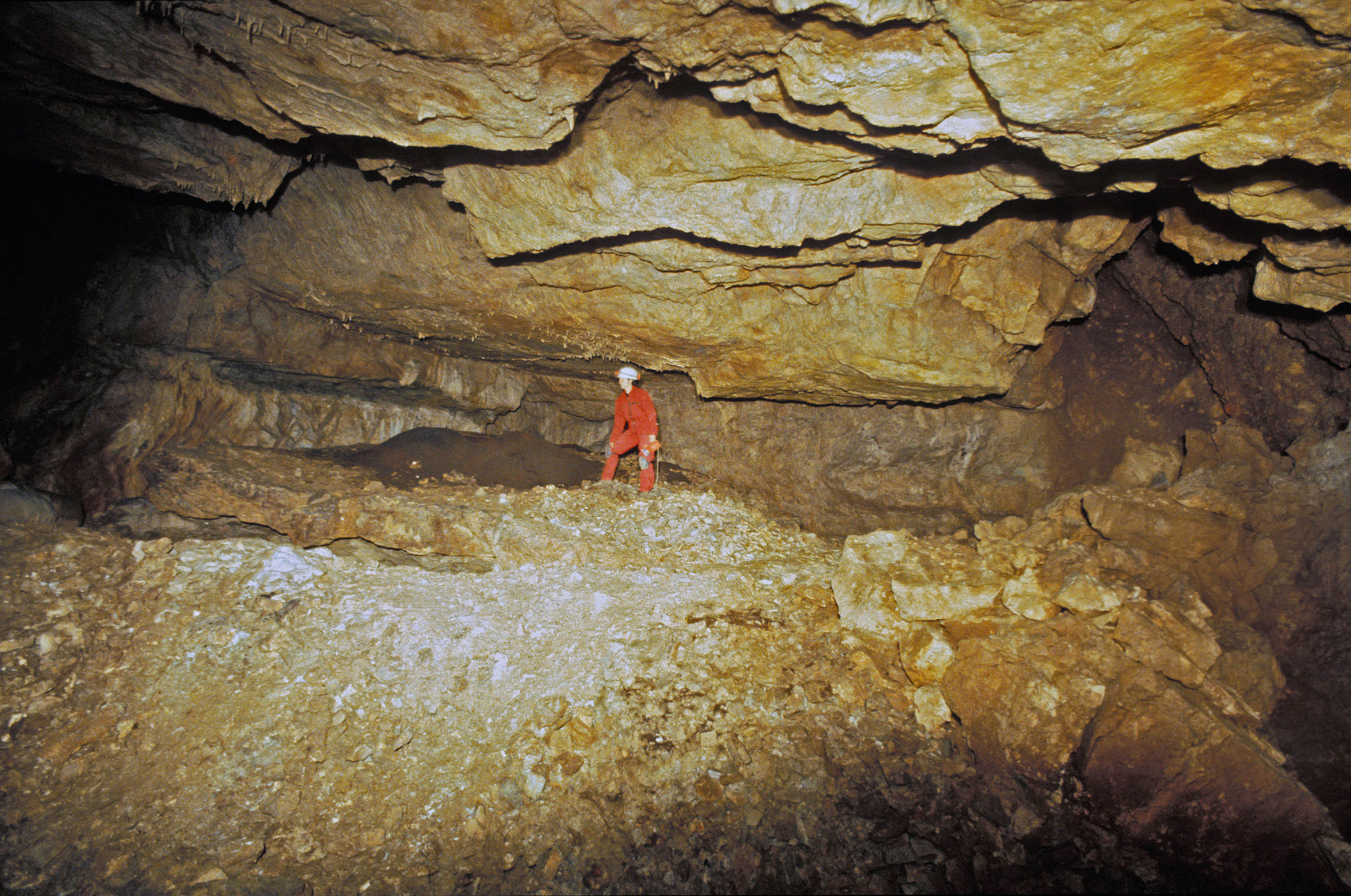
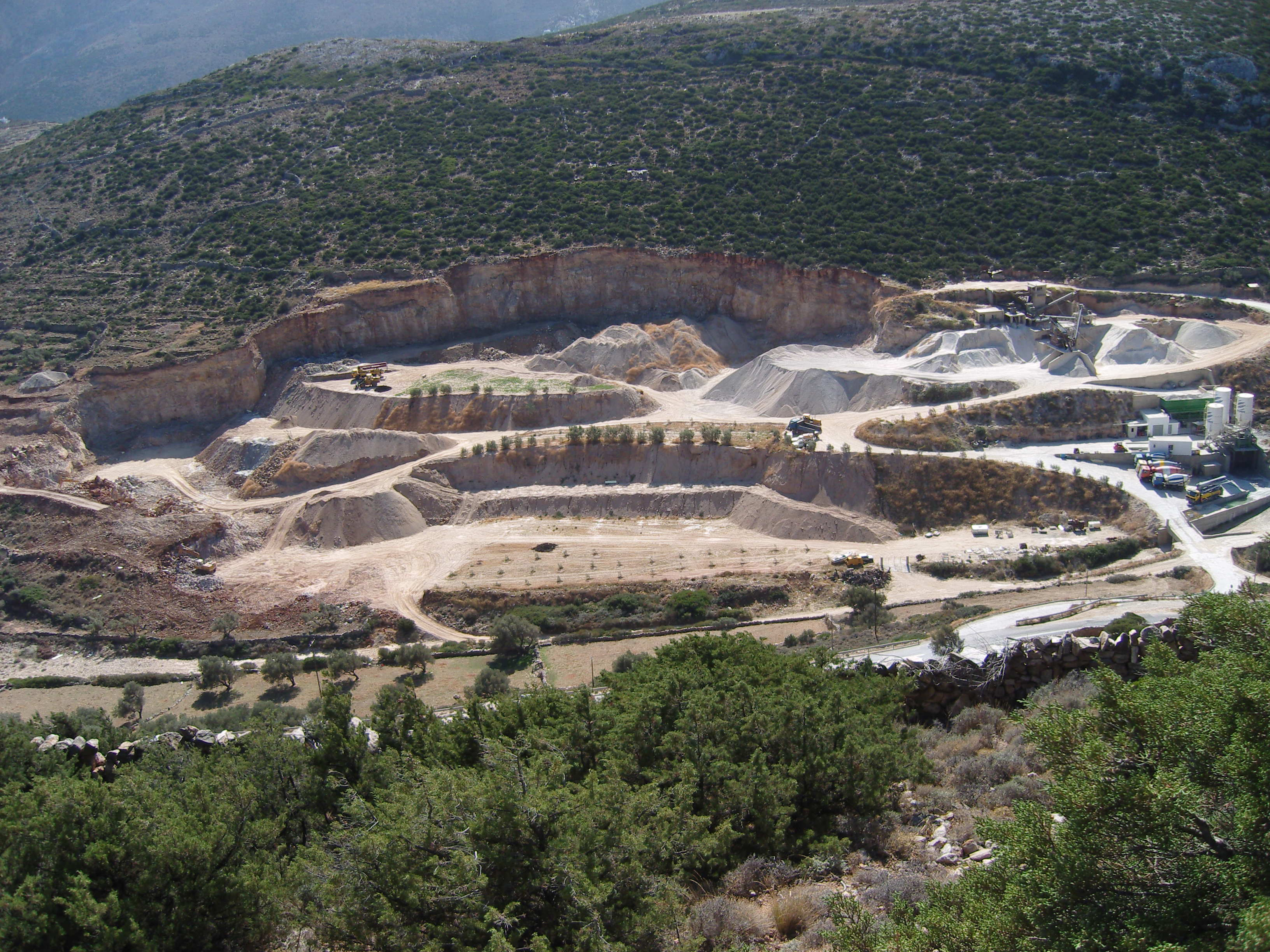
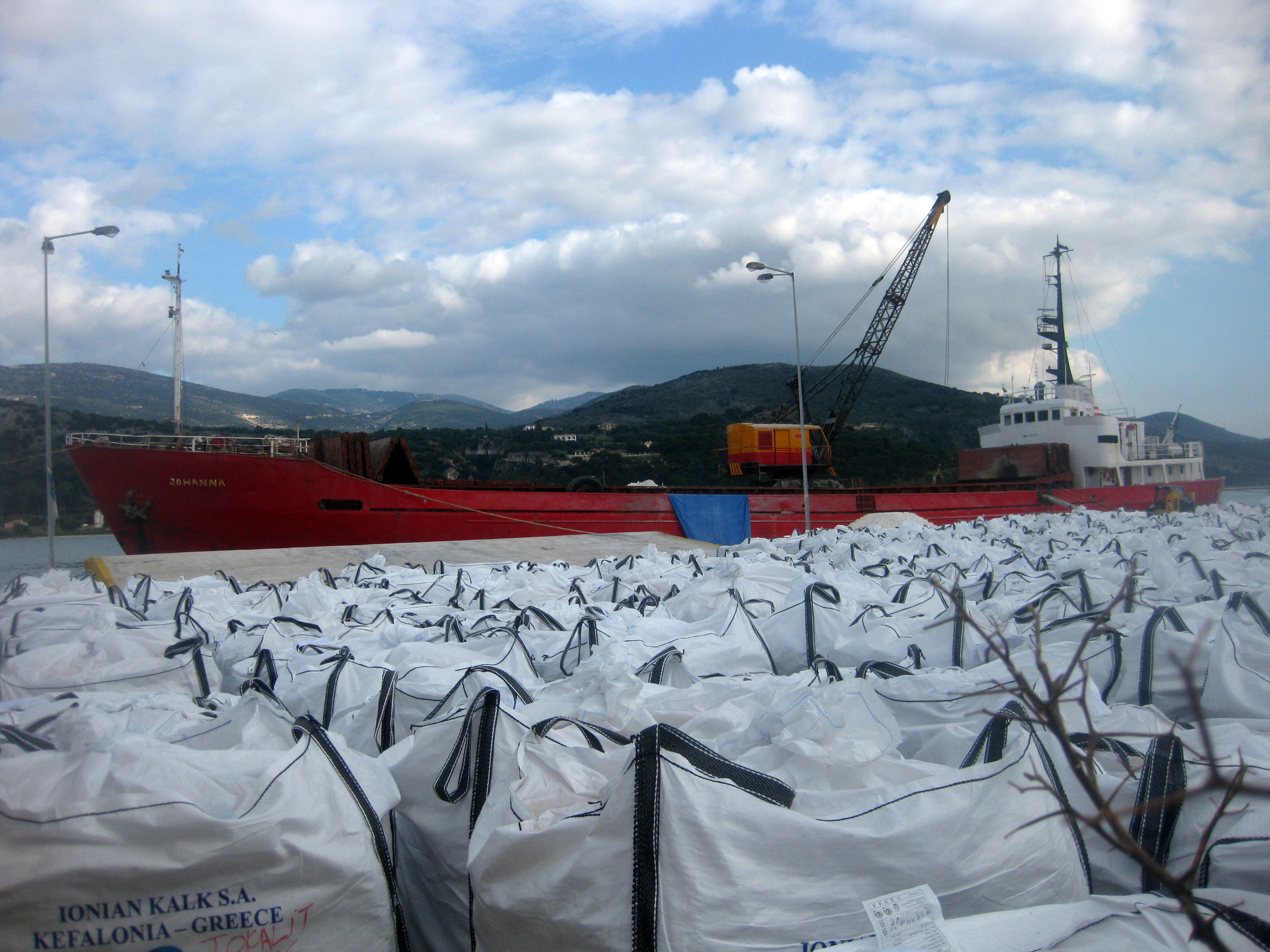